# Ticul
Ticul – miasto w Meksyku, w stanie Jukatan.